# High Line
High Line (também conhecido como High Line Park) é um parque suspenso localizado na cidade de Nova Iorque. Trata-se de um parque linear de 2,33 km de comprimento no distrito de Manhattan. Tem a particularidade de estar localizado numa secção elevada da Linha West Side, uma linha de caminho de ferro de Nova Iorque em desuso. Inspirada na "promenade plantée" da Coulée verte René-Dumont em Paris, um projeto semelhante de 4,7 km concluído em 1993, a High Line foi concebida como um passadiço verde elevado e parque sobre os trilhos de uma antiga via férrea.
O projeto multidisciplinar foi realizado por James Corner Field Operations (líder do projeto), Diller Scofidio + Renfro e Piet Oudolf (paisagismo). Em 2018, venceu o Prémio Veronica Rudge Green em Design Urbano atribuído anualmente pela Universidade de Harvard.
Atrai cerca de 8 milhões de visitantes por ano (2019).